# Macropus bernardus
Espèce
Statut de conservation UICN

 NT  : Quasi menacé
Macropus bernardus, est un kangourou du genre Macropus vivant seulement dans une toute petite région montagneuse en terre d'Arnhem dans le Territoire du Nord en Australie, entre la rivière South Alligator River et Nabarlek.
L'espèce est considérée comme peu menacée.
Pour les anglophones c'est un wallaroo, c'est-à-dire un kangourou de taille intermédiaire par rapport aux plus petits wallabies. Ils le nomment Woodward's Wallaroo ou Black Wallaroo ou Bernard's Wallaroo). Il est plus petit et facilement reconnaissable, comparé à celui que les francophones nomment wallaroo (Macropus robustus ), grâce à son dimorphisme sexuel : le mâle est complètement noir ou brun foncé alors que la femelle est grise.
Il est mal connu : c'est un herbivore nocturne et craintif vivant en solitaire. Il profite des escarpements rocheux où il vit pour se dissimuler et fuir le danger.